# Ulica Lucjana Rydla w Krakowie
Ulica Lucjana Rydla – ulica w Krakowie, w dzielnicy VI Bronowice i dzielnicy IV Prądnik Biały, biegnąca od skrzyżowania z ulicą Jadwigi z Łobzowa w kierunku północno-wschodnim do skrzyżowania z ulicą Radzikowskiego. Krzyżuje się z ulicą Bronowicką i linią kolejową z Krakowa w kierunku Katowic oraz Portu Lotniczego w Balicach. Jest częściowo ukształtowana jako aleja kasztanowcowa.
Historycznie była to droga graniczna między Bronowicami Małymi a Łobzowem. W latach 1857–1865 po zachodniej stronie ulicy wybudowano fort reditowy nr 7 Bronowice. Ulica swoją nazwę otrzymała w roku 1933 od nazwiska poety związanego z Bronowicami – Lucjana Rydla.

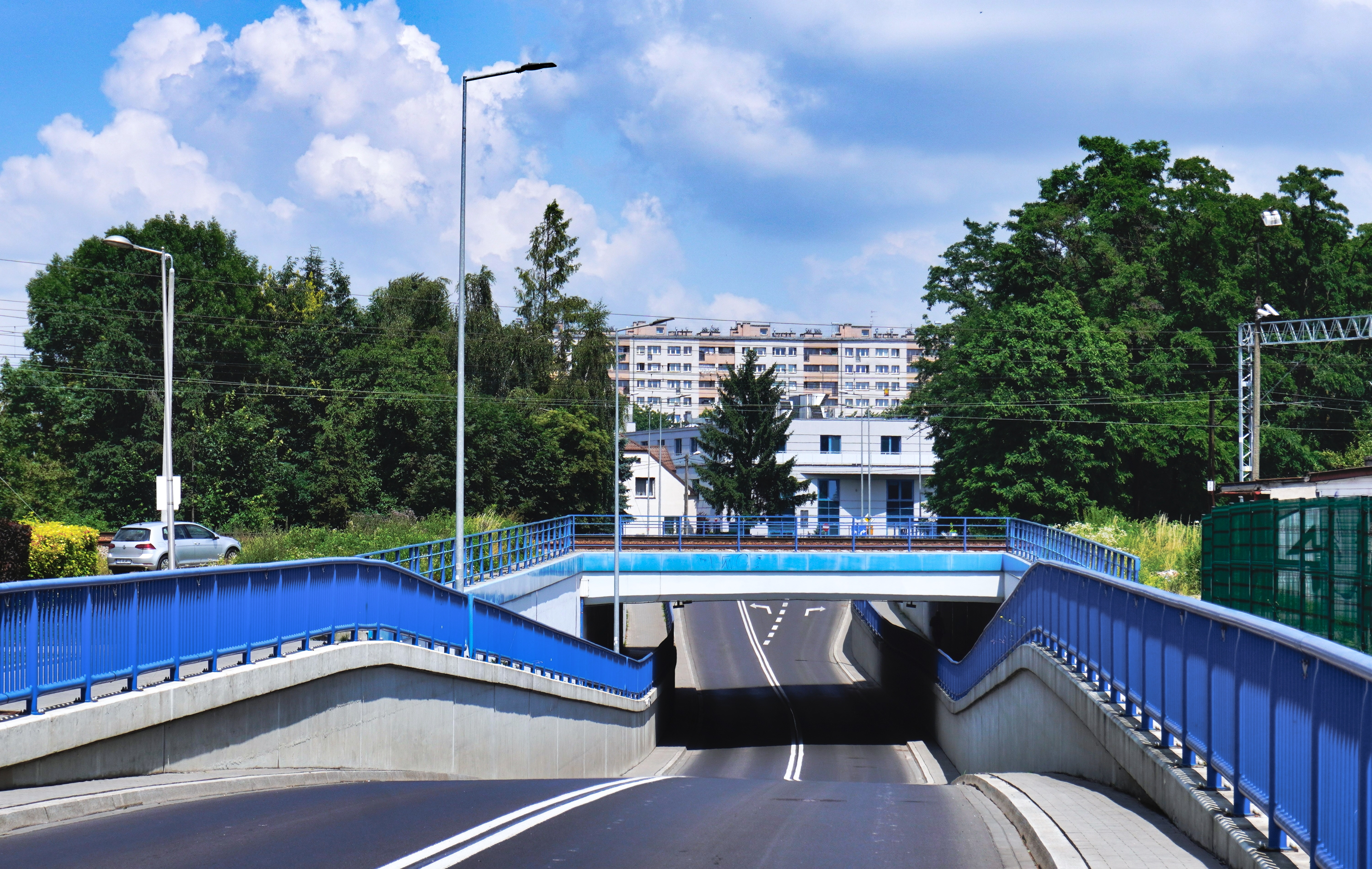
Północna część ul. Rydla, wiadukt kolejowy oddany do użytku w 2019 roku, widok na północ, w tle osiedle Azory
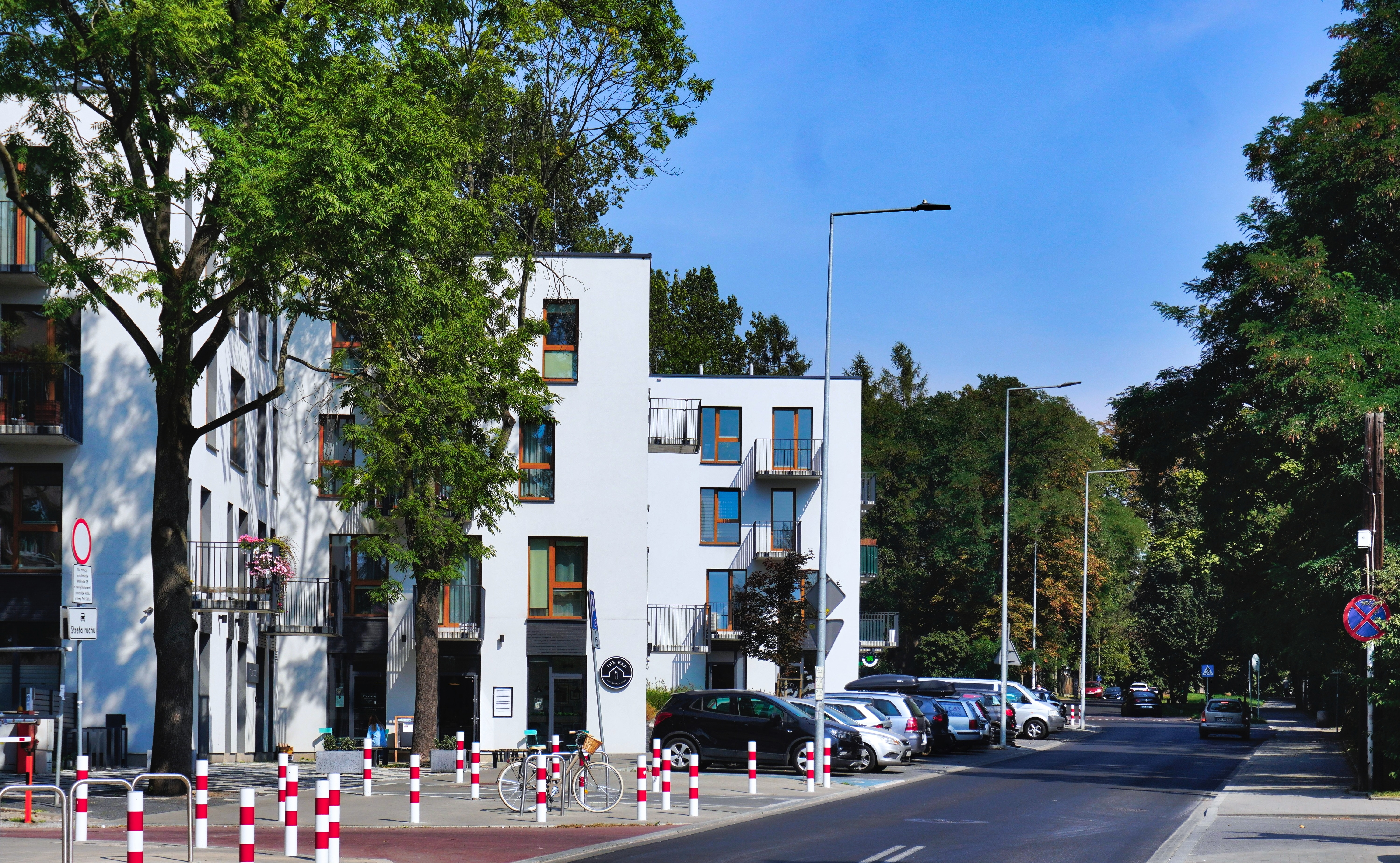
Widok od skrzyżowania z ul. Zaczarowane Koło na północ